# 中世考古学
中世考古学（ちゅうせいこうこがく）とは、有史考古学（ゆうしこうこがく）の一つで、いわゆる「中世」の遺跡・遺物を研究の対象とする「中世の考古学」（medieval archaeology）のことである。
中世と呼ばれる時代は、日本においても、ヨーロッパにおいても、強力な中央集権国家が発達せず、権力が分散して戦乱も頻発したため、文献の多くは残っていない。そのため、他の歴史考古学に比べて、考古学的調査が占める位置は重要である。

## ヨーロッパの中世考古学
ヨーロッパにおいては、中世の教会、城砦、墓地などを調査する中世考古学が発達した。具体的には、アーサー王伝説で有名な、イギリスのキャメロットの城砦推定地の発掘があげられる。

## 日本の中世考古学
日本では、福井県にある越前一乗谷の朝倉氏の居館の調査、広島県にある中世の町の遺構である草戸千軒町遺跡の調査などが行われている。これらの調査によって、多くの日常の生活用具や中国、朝鮮で制作された陶器類も多数発見され、民俗学における民具に年代的基準を与えることになった。